# Corynotheca
Corynotheca là một chi thực vật có hoa trong họ Asparagaceae.